# Essined Aponte
Essined Aponte (Puerto Rico, 9 de abril de 1991) es una actriz puertorriqueña, conocida por su aparición en producciones como Tres veces Ana, Nicky Jam: el ganador y La reina de Indias y el conquistador.

## Biografía
Nacida en Puerto Rico el 9 de abril de 1991, Aponte se trasladó en su juventud a la ciudad de Miami, donde se desempeñó en oficios varios antes de iniciar una carrera como modelo. Participó representando a Puerto Rico en el concurso Nuestra Belleza Latina en las ediciones de 2012 y 2013, y en 2014 debutó como actriz en un papel menor en el seriado Cosita linda. Ese mismo año interpretó a Juanita en la serie mexicana Mi corazón es tuyo.
Tras interpretar el papel de Adriana en la telenovela Tres veces Ana en 2016, logró repercusión dos años después por su rol como Aleysha en el seriado biográfico Nicky Jam: el ganador, el cual se transmitió por la plataforma Netflix. En 2019 tuvo una aparición menor en S.W.A.T., y un año después protagonizó la serie colombiana La reina de Indias y el conquistador, en el rol de la India Catalina.
En 2023 interpretó el papel de Dedé Mirabal en el seriado El grito de las mariposas, a Marissa en la película Medellín y a Pura en el filme Érase una vez en el Caribe.

## Filmografía

### Televisión
| Año       | Título                               | Papel                               |
| --------- | ------------------------------------ | ----------------------------------- |
| 2014      | Cosita linda                         | Carol                               |
| 2014-2015 | Mi corazón es tuyo                   | Juanita                             |
| 2016      | Tres veces Ana                       | Adriana                             |
| 2018      | Nicky Jam: el ganador                | Aleysha                             |
| 2019      | S.W.A.T.                             | Gabi                                |
| 2020      | La reina de Indias y el conquistador | Catalina de Indias                  |
| 2023      | El grito de las mariposas            | Dedé Mirabal                        |
| 2024      | Consuelo                             | Leticia                             |
| 2024-2025 | Escupiré sobre sus tumbas            | Victoria "Vicky" Iguarán            |
| 2025      | La hija del mariachi                 | Rosario Guerrero / Lucero de México |

### Cine
| Año  | Título                     | Papel   | Notas |
| ---- | -------------------------- | ------- | ----- |
| 2023 | Medellín                   | Marissa |       |
| 2023 | Érase una vez en el Caribe | Pura    |       |